# Eduardo Hurtado
Eduardo el Tanque Hurtado (Esmeraldas, 2 de diciembre de 1969) es un exfutbolista ecuatoriano que jugaba de delantero.

## Trayectoria
El Tanque Hurtado fue inscrito por el Centro Juvenil Deportivo de Esmeraldas para jugar en la segunda categoría. En 1990, formó una dupla en la delantera junto con su hermano Jorge, que llevó a su equipo a la primera división. En 1991, pasó al Valdez SC, que recién le había adquirido la categoría al club Filanbanco. Con el Valdez, fue vicecampeón del fútbol ecuatoriano y jugó la Copa Libertadores 1992, destacándose en los octavos de final donde le metió dos goles a San Lorenzo. Aunque al final fueron eliminados por penales. Ese año jugó el Preolímpico Sub-23 en Paraguay y debutó con la selección ecuatoriana de fútbol en un amistoso.
En 1993, tuvo un breve paso por el Saint Gallen, de la Super Liga Suiza. Luego, se fue a jugar al Colo-Colo y fue campeón de la primera división de Chile. Aunque vio gran parte de la campaña desde el banco de suplentes. En 1994, pasa al Correcaminos de México y, luego de seis meses, regresa a su país para jugar en Emelec, donde se consagra campeón ecuatoriano de 1994.
Jugando en Emelec, en 1995, fue elegido por la IFFHS como el 8.º mejor goleador del mundo. También fue semifinalista de la Copa Libertadores 1995 y, con la selección de Ecuador, ganó el torneo amistoso Copa Corea, en la cual, por ser el capitán, fue el encargado de levantar el trofeo.
En 1996, emigra a la MLS para jugar en Los Ángeles Galaxy y, al final de la temporada, fue elegido en el mejor once de la MLS que se realiza anualmente para nombrar a los mejores de cada año. Ya acabándose la temporada de 1996, llega al Barcelona Sporting Club. En 1997, vuelve a LA Galaxy y, ese mismo año, ficha por Liga de Quito. En 1998, regresa a la MLS, pero, esta vez, al MetroStars, donde estuvo poco tiempo, porque Liga de Quito lo pidió para que lo refuerce en el campeonato local y queda campeón.
Ya acostumbrado a los cambios, regresa a la MLS y, a finales de 1999, pasa a Liga de Quito, donde sale campeón nuevamente. En el 2000, ficha por su tercer equipo de la MLS, el New England Revolution, y, a finales de esa temporada, como ya era costumbre, regresa a Liga de Quito. Pero, esta vez, ya no salió campeón, sino que descendió a la Serie B. En el 2001, se va a jugar a Argentinos Juniors, de la primera división de Argentina, y después al Hibernian de Escocia, club donde jugaba Ulises de la Cruz.
A mediados del 2002, ficha por segunda vez con el Barcelona SC, con el que alcanza el subcampeonato. En el 2003, pasa a El Nacional de Quito, donde queda tercero en la liguilla y clasifica para la Copa Libertadores, y luego a la Universidad de Concepción, de la primera división de Chile. En el 2004, juega en la Serie B de Ecuador con el Audaz Octubrino y, en el 2005, es contratado por el Olmedo de Riobamba, en el que consigue el subcampeonato y juega la Copa Libertadores, donde estuvo a punto de clasificar para octavos de final. Luego, tiene pasos por el Técnico Universitario, de la Serie B, y el Norteamérica, de la segunda categoría.
En el 2007, el Deportivo Pereira de Colombia lo contrata, pero no tiene muchas oportunidades de jugar y, en el 2008, pasa al San Camilo, un club de la segunda categoría de la provincia Los Ríos.
El 2010, fue al equipo más antiguo de Ecuador, el Club Sport Patria, de la segunda categoría.
En su carrera, vistió veintidós camisetas distintas y es el tercer máximo goleador en la historia de la selección de fútbol de Ecuador.

## Selección nacional
Ha sido internacional con la selección de fútbol de Ecuador en setenta y cuatro ocasiones. Debutó el 24 de mayo de 1992 en un partido amistoso frente a Guatemala, ahí anotó su primer gol con la selección.
Es el tercer goleador histórico de la selección ecuatoriana, detrás de Enner Valencia y Agustín Delgado.

### Participaciones internacionales
- Eliminatorias para el Mundial de EUA 94, Francia 98 y Corea/Japón 2002.
- Copas América 1993, 1995 y 1997.

### Participaciones enEliminatorias al Mundial
| Eliminatoria                                | Sede                   | Sede del Mundial       | Posición               | Resultado   | PJ | GA | Asis |
| ------------------------------------------- | ---------------------- | ---------------------- | ---------------------- | ----------- | -- | -- | ---- |
| Eliminatorias Mundial de USA 1994           | América del Sur        | Estados Unidos         | 4°lugar 5pts Grupo B   | Eliminado   | 7  | 3  | 0    |
| Eliminatorias Mundial de Francia 1998       | América del Sur        | Francia                | 6°lugar 21pts          | Eliminado   | 15 | 3  | 1    |
| Eliminatorias Mundial de Corea y Japón 2002 | América del Sur        | Corea del Sur y Japón  | 2°lugar 31pts          | Clasificado | 4  | 1  | 0    |
| Total en Eliminatorias                      | Total en Eliminatorias | Total en Eliminatorias | Total en Eliminatorias | 1/3         | 26 | 7  | 1    |

### Participaciones enCopas América
| Torneo                 | Sede                   | Resultado              | PJ | GA | Asis |
| ---------------------- | ---------------------- | ---------------------- | -- | -- | ---- |
| Copa América 1993      | Ecuador                | Cuarto lugar           | 5  | 3  | 0    |
| Copa América 1995      | Uruguay                | Fase de grupos         | 3  | 0  | 0    |
| Copa América 1997      | Bolivia                | Cuartos de final       | 4  | 0  | 0    |
| Total en Copas América | Total en Copas América | Total en Copas América | 12 | 3  | 0    |

## Clubes
| Club                      | País           | Año       |
| ------------------------- | -------------- | --------- |
| Juvenil                   | Ecuador        | 1987-1990 |
| Valdez SC                 | Ecuador        | 1991-1992 |
| Saint Gallen              | Suiza          | 1993      |
| Colo-Colo                 | Chile          | 1993      |
| Correcaminos              | México         | 1994      |
| Emelec                    | Ecuador        | 1994-1995 |
| LA Galaxy                 | Estados Unidos | 1995-1996 |
| Barcelona SC              | Ecuador        | 1996      |
| LA Galaxy                 | Estados Unidos | 1997      |
| Liga de Quito             | Ecuador        | 1997      |
| MetroStars                | Estados Unidos | 1998      |
| Liga de Quito             | Ecuador        | 1998      |
| MetroStars                | Estados Unidos | 1999      |
| Liga de Quito             | Ecuador        | 1999      |
| NE Revolution             | Estados Unidos | 2000      |
| Liga de Quito             | Ecuador        | 2000      |
| Argentinos Juniors        | Argentina      | 2001      |
| Hibernian                 | Escocia        | 2001-2002 |
| Barcelona de Guayaquil    | Ecuador        | 2002      |
| El Nacional               | Ecuador        | 2003      |
| Universidad de Concepción | Chile          | 2003      |
| Audaz Octubrino           | Ecuador        | 2004      |
| Olmedo                    | Ecuador        | 2005-2006 |
| Técnico Universitario     | Ecuador        | 2006      |
| Norteamérica              | Ecuador        | 2007      |
| Deportivo Pereira         | Colombia       | 2007-2008 |
| San Camilo                | Ecuador        | 2008      |
| Patria                    | Ecuador        | 2010      |

## Palmarés

### Campeonatos nacionales
| Título                 | Club          | País    | Año  |
| ---------------------- | ------------- | ------- | ---- |
| Campeonato chileno     | Colo-Colo     | Chile   | 1993 |
| Campeonato ecuatoriano | Emelec        | Ecuador | 1994 |
| Campeonato ecuatoriano | Liga de Quito | Ecuador | 1998 |
| Campeonato ecuatoriano | Liga de Quito | Ecuador | 1999 |